# Списак премијера Луксембурга
Премијер Луксембурга је председник владе Великог војводства Луксембург.
Ово је списак премијера Лускембурга од успостављања овог положаја 1848. године.
Од 1989. премијер је званичан назив за овај положај мада је и у претходном периоду овај термин био у употреби. Између 1857. и 1989. званични назив положаја је био председник владе изузев током двадесетпетодневног мандата Матијаса Монженаста. Пре 1857. премијер је био председник савета. Поред ове титуле премијер је и државни министар мада се она ретко користи.
Од доношења првог устава 1848. све до почетка двадесетог века у луксембуршкој политици су доминирали независни политичари и државници. Утицај великог војводе је био велики тако да је монарх имао значајну улогу приликом избора премијера. Као последица тога премијери су углавном били обичне личности које нису припадале двема најјачим струјама у Посланичке коморе (Chamber of Deputies): секуларним либералима и католичким конзервативцима.
Почетком двадесетог века продором социјализма као треће снаге у луксембуршку политику завршен је период независних политичара. Ова промена није имала утицаја на премијерски положај јер је на овом положају био Пол Есјен све до смрти у кабинету 1915. године. Након његове смрти уследила је борба за власт између најзначајнијих политичких фракција што је означило настанак партијског система.
Године 1918, како се приближавао крај рата, новоизабрана Посланичка комора је желела да промени устав. Још пре тога главне политички блокови су се организовали у партије. Промене устава подразумевале су ограничавање моћи монарха, прихватање пропорционалног система, увођење општег права гласа и обавезног гласања.
Од увођења партијског система само један кабинет (између 1921. и 1925. године) су чинили чланови само једне странке. Углавном влада представља коалицију између две најјаче странке, независно од њихове идеологије. Ово чини Луксембург једном од најстабилнијих демократских држава на свету. Два кабинета (између 1945. и 1947) у свом саставу су имала представнике свих странака заступљених у Посланичкој комори.
Током немачке окупације у Другом светском рату Луксембургом је управљао Густав Симон. Пјер Дипон био је на челу владе у егзилу која се све до ослобођења децембра 1944. налазила у Уједињеном Краљевству. Иако је Луксембург анектирала Нацистичка Немачка 30. августа 1942. Пјер Дипон је остао легитимни премијер ове земље.

## Списак
| Име                             | Рођен              | Умро                | Именовање          | Крај мандата       |
| ------------------------------- | ------------------ | ------------------- | ------------------ | ------------------ |
| Гаспар Теодор Ињас де ла Фонтен | 6. јануар 1787.    | 11. фебруар 1871.   | 1. август 1848.    | 2. децембар 1848.  |
| Жан-Жак Вилмар                  | 6. март 1792.      | 26. новембар 1866.  | 1848.              | 1853.              |
| Шарл-Матијас Симон              | 27. март 1802.     | 5. октобар 1874.    | 1853.              | 1960.              |
| Виктор де Торнако               | 7. јул 1808.       | 26. септембар 1875. | 1860.              | 1867.              |
| Емануел Серве                   | 11. април 1811.    | 17. јун 1890.       | 1867.              | 1874.              |
| Феликс де Блохаузен             | 5. март 1834.      | 15. новембар 1915.  | 1874.              | 1885.              |
| Едуар Тилж                      | 17. фебруар 1817.  | 9. јул 1904.        | 1885.              | 1888.              |
| Пол Есјен                       | 9. септембар 1841. | 11. октобар 1915.   | 1888.              | 1915.              |
| Матијас Монженаст               | 12. јул 1843.      | 10. јануар 1926.    | 12. октобар 1915.  | 6. новембар 1915.  |
| Хуберт Лоуч                     | 18. новембар 1878. | 24. октобар 1946.   | 1915.              | 1916.              |
| Виктор Торн                     | 31. јануар 1844.   | 15. септембар 1930. | 1916               | 1917               |
| Леон Кофман                     | 16. август 1869.   | 25. март 1952.      | 1917.              | 1918.              |
| Емил Ројтер                     | 2. август 1874.    | 14. фебруар 1973.   | 1918.              | 1925.              |
| Пјер Прим                       | 9. јул 1886.       | 1. фебруар 1950.    | 20. март 1925.     | 16. јул 1926.      |
| Јозеф Бех                       | 1887.              | 1975.               | 1926.              | 1937.              |
| Пјер Дипон                      | 1885.              | 1953.               | 3. јул 1951.       | 29. децембар 1953. |
| Јозеф Бех                       | 1887.              | 1975.               | 29. децембар 1953. | 29. март 1958.     |
| Пјер Фриден                     | 1892.              | 1959.               | 29. март 1958.     | 2. март 1959.      |
| Пјер Вернер                     | 1913.              | 2002.               | 2. март 1959.      | 15. јун 1974.      |
| Гастон Торн                     | 1928.              | 2007                | 15. јун 1974.      | 16. јул 1979.      |
| Пјер Вернер                     | 1913.              | 2002.               | 16. јул 1979.      | 20. јул 1984.      |
| Жак Сантер                      | 1937.              |                     | 20. јул 1984.      | 26. јануар 1995.   |
| Жан Клод Јункер                 | 1954.              |                     | 26. јануар 1995.   | 4. децембар 2013.  |
| Гзавије Бетел                   | 1973.              |                     | 4. децембар 2013.  | 17. новембар 2023. |
| Лик Фриден                      | 1963.              |                     | 17. новембар 2023. |                    |